# Méléagre et Atalante (Jordaens)
Ne doit pas être confondu avec Méléagre et Atalante.
Méléagre et Atalante est un tableau réalisé par le peintre flamand Jacob Jordaens en 1617-1618. De format vertical, cette huile sur toile est une peinture mythologique qui représente Atalante échangeant un regard avec Méléagre tout en portant la tête du sanglier de Calydon, qu'il vient de lui confier au terme de leur chasse. L'œuvre est conservée au musée royal des Beaux-Arts d'Anvers, à Anvers, en Belgique.